# Dream Field
『Dream Field』 (ドリーム・フィールド)は、See-Sawの3枚目のオリジナル・アルバム。

## 概要
- 前作から約8年4ヶ月ぶりのアルバム。初のオリコン・チャートトップ10入りしたアルバム。
- ベスト・アルバム『Early Best』と同時リリース。
- 2013年5月8日、FlyingDogから再リリースされた。

## 収録曲
作詞:梶浦由記 (#1-3,6,9-10,12-13)、石川千亜紀 (#4-5,7-8,11)、全作曲・編曲:梶浦由記
1. 君がいた物語〜Dream Field Mix (5:26)
2. 黄昏の海 (5:19)
3. LOVE (4:56)
4. Emerald Green (5:29)
5. あんなに一緒だったのに (4:50)
6. 千夜一夜 (4:49)
7. 月ひとつ (4:56)
8. 夏の手紙 (7:02)
9. Obsession (4:31)
10. 記憶 (3:50)
11. Jumping Fish (4:31)
12. 優しい夜明け (5:11)
13. indio (6:25)